# Matthias Kroeger
Matthias Kroeger (* 11. Juni 1935 in Riga, Lettland; † 9. September 2021) war ein deutscher evangelischer Theologe, Kirchenhistoriker und Autor.

## Werdegang
Kroeger studierte klassische Philologie und evangelische Theologie und wurde nach der Promotion Assistent an der Akademie der Wissenschaften zu Göttingen. 1968 habilitierte er sich an der Universität Göttingen. Von 1971 bis 1998 war er Professor für Kirchen- und Theologiegeschichte an der Theologischen Fakultät der Universität Hamburg. Kroeger unterstützte mehrfach die Arbeit von Aktion Sühnezeichen und KONTAKTE-KOHTAKTbI bei der Hilfe für Überlebende der Schoa durch Spendensammlungen.

## Forschungsschwerpunkte und Theologie
Kirchen- und theologiegeschichtliche Forschungsschwerpunkte Kroegers waren u. a. der junge Martin Luther, die Reformation, die Theologie der Aufklärung, die Liberale Theologie, der Nationalsozialismus und Friedrich Gogarten.
Ursprünglich angeregt von der Debatte über den Gebrauch des Gesetzes bei Luther und parallelen Strukturen in der Gestalttherapie entwickelte Kroeger die Themenzentrierte Interaktion und die Klientenzentrierte Psychotherapie zu einer themenzentrierten Seelsorge weiter und engagierte sich in diesem Sinne als Lehrender.
Kroeger beteiligte sich aktiv an einer Kirchen- und Glaubensreform und ermutigte zu einer distanzierten Christlichkeit.

## Publikationen (Auswahl)
- „Was bleiben will, muss sich ändern“: Zur Legitimität einer Reform in den Herzstücken des christlichen Glaubens (Schriften zur Glaubensreform, Band 6). Gütersloh 2015
- Im religiösen Umbruch der Welt: Der fällige Ruck in den Köpfen der Kirche. Stuttgart 2004
- Die Notwendigkeit der unakzeptablen Kirche: eine Ermutigung zu distanzierter Christlichkeit. München 1997
- Über die Kostbarkeit von Mut und Klarheit – Die politische und religiöse Botschaft der Grafen Helmuth James von Moltke und Peter Yorck von Wartenburg aus dem Kreisauer Widerstandskreis gegen Hitler und den Nationalsozialismus. Stuttgart 2010
- Friedrich Gogarten, Band 1, Leben und Werk in zeitgeschichtlicher Perspektive; mit zahlreichen Dokumenten und Materialien. Stuttgart 1997
- Themenzentrierte Seelsorge. Stuttgart 1973
- Rechtfertigung und Gesetz. Studien zur Entwicklung der Rechtfertigungslehre beim jungen Luther. Göttingen 1968